# میرکو میوری
میرکو میوری (انگلیسی: Mirco Miori؛ زادهٔ ۲۸ اوت ۱۹۹۵) بازیکن فوتبال است.
از باشگاه‌هایی که در آن بازی کرده‌است می‌توان به باشگاه فوتبال پیاچنزا اشاره کرد.